# サーカムフレックス
サーカムフレックス（英語: circumflex）（^、◌̂）はダイアクリティカルマーク（発音区別符号）の一種。欧文用の「山」型の記号で、フランス語、ポルトガル語、ベトナム語、ルーマニア語、エスペラント、日本語のローマ字などで用いられる。
別名、曲折アクセント（きょくせつアクセント）、揚抑符（ようよくふ）、キャレット (caret)、ハット記号 (hat [symbol])。ただしUnicodeでは、「キャレット」は別の文字 U+028C の名称になっている（そちらが原義）。
有間隔のサーカムフレックス「^」はASCIIに含まれ、他の文字を修飾しない独立した記号として使われる。

## 各言語における用法
以下は概観であり、詳細については各言語の関連項目を参照のこと。

### ラテン文字

#### 正書法
ウェールズ語
â, ê, î, ô, û, ŵ, ŷ があり、それぞれサーカムフレックスのつかない母音に対して長母音を表す。ただしサーカムフレックスのつかない母音が常に短いわけではない。
エスペラント語
ĉ, ĝ, ĥ, ĵ, ŝ があり、それぞれ /tʃ/, /dʒ/, /x/, /ʒ/, /ʃ/ を表す。
スロバキア語
ô は、/uo/ を表す。
フランス語
アクサン・シルコンフレクス（accent circonflexe）という。â, ê, ô はそれぞれ /ɑ/, /ɛ/（è と同じ）, /o/ の音に確定するが、î, û はアクサンのない i, u と発音上の区別はなく、単に同綴語を識別するだけの機能しかもたない。歴史的には、この符号が付加される母音の後ろに s があったか、重母音であったことが多い。#関連項目にリンクのあるフランス語版の記事が詳しい。1990年の正書法改革によって従来の「î û」の大部分は「i u」と書かれることになったが、動詞の単純過去・接続法半過去・接続法大過去、固有名詞、および同音異義語の区別に役立つ少数の単語ではアクサンが残される。
ベトナム語
â, ê, ô が使われる。ê, ô はそれぞれ狭い /e/, /o/ であり、â は中舌の /ə/ を表す。なお、声調記号はサーカムフレックスと複合して書かれる。
ポルトガル語
アセント・シルクンフレクソ（acento circunflexo）といい、狭めの母音を表す。すなわち、アキュート・アクセントの á, é, ó が広めの母音を表すのに対し、â, ê, ô はそれぞれ /ɐ/, /e/, /o/ のような音を表す。
ルーマニア語
アクチェント・チルクムフレクス（accent circumflex）という。â と î はどちらも同じ音で、非円唇中舌狭母音 /ɨ/ を表す。語中では â を、語頭と語末では î を用いる。

#### 旧正書法
イタリア語
アッチェント・チルコンフレッソ（accento circonflesso）といい、語の縮約を示していた（-io で終わる名詞の複数形を -î と書くなど）。現在では廃止され、詩文の中で用いられているだけである。
グリーンランド語
1973年以前の旧正書法では â, î, û があり、長母音を表していた。現在は母音字を重ねて aa, ii, uu のように記す。

#### 翻字
キリル文字
ISO 9:1995のキリル文字翻字体系では、キリル文字と1対1に対応させるために多くのアクセント記号つき文字を使用する。サーカムフレックスのついた文字には â, ĉ, d̂, ê, î, k̂, l̂, n̂, ô, ŝ, û, ẑ があり、それぞれキリル文字の я, ҹ, џ, є, ӥ, ҝ, љ, њ, ө, щ, ю, ѕ に対応する。
中国語
使用頻度は低いが、拼音で ê は /e/ を表す。声調記号はサーカムフレックスと複合して ê̄, ế, ê̌, ề と書かれる。綴りを短くするため、zh ch sh をẑ ĉ ŝと省略することができることになっているが、現実の使用例はほとんどない。
日本語
日本語のローマ字にはいくつかの方式があり、長音の表記方法も複数あるが、訓令式系のローマ字表記においては、母音にサーカムフレックスを添えることによって長音を表す。
なお、ヘボン式ローマ字においては長音にマクロン「¯」を使用するため、サーカムフレックスは使用しない。

#### その他
クロアチア語、スロベニア語、セルビア語
下降調長母音を表す倒置ブレーヴェの代用として使われることがある。
ラトビア語
正書法上は使用しない。上昇下降調の声調を表す声調記号として学術書で用いられる。

### ギリシャ文字
ギリシャ語は古典時代には高低アクセントを持ち、伝統的にサーカムフレックス（περισπωμένη ペリスポメニ）で下降調を表した。現代ギリシャ語では用いられていない。
ギリシャ文字のサーカムフレックスは、山形というよりはチルダや倒置ブレーヴェに似た形をしていることが多い。

### IPA
国際音声記号 (IPA) では、下降声調を表す記号である。

## 数学での用法
- 単位ベクトルを指す。{\displaystyle \mathbf {\hat {r}} } のように表す。
- フーリエ変換を指す。{\displaystyle {\hat {f}}(\xi )} のように表す。
- 点推定量を指す。{\displaystyle {\hat {\theta }}} のように表す。
- 何らかの拡張を指す。リーマン球面 {\displaystyle {\hat {\mathbb {C} }}} 、完備化 {\displaystyle {\hat {R}}} 、アフィン・リー代数 {\displaystyle {\hat {\mathfrak {g}}}} など。

## 前進を伴う「^」
前進を伴う(spacing) サーカムフレックス、すなわち、それ自体が文字幅を持ち他の文字の上につくものではないサーカムフレックス「^」は、現行のASCII文字コードに含まれ、キーボード入力も容易であることから、とくにコンピューター言語などの分野において、多様な用途を生じている。

### 歴史
ASCIIの古いバージョン「ASCII-1963」にはサーカムフレックスはなく、符号点5Eには「アップアロー (uparrow)」すなわち上矢印「↑」があった。ASCII-1963には矢印は左「←」と上「↑」のみあり、この特徴はテレタイプのASR-33/35から引き継がれていた。
ASCIIが現在の形になった1967年版で、5Eは上矢印から（前進を伴う）サーカムフレックスに変更された（なお、左矢印はアンダースコア「_」になった）。このため、現在のサーカムフレックスの用法の一部は、上矢印の用法に由来する。

### 用法
- ASCIIの制御文字を、「^」と表示可能文字の2文字で表す場合がある。例：「^H」（バックスペース）。
- 上付き文字のマークアップに使われる。たとえばLaTeXで「A^2」と書くと {\displaystyle A^{2}} とレンダリングされる。
- 冪乗の指数を表現する際に「^」を用いて表現することがある。たとえば「X²」のように表現できないときに、代わりに「X^2」と記述する。Visual Basicなど、いくつかのコンピューター言語でもこの書式を採用し、このとき「^」は二項演算子である。
- より一般には、クヌースの矢印記号を「^」の連続で表す。たとえば、「A↑↑↑B」の代わりに「A^^^B」と記す。
- C言語の「^」は「ビットごとの排他的論理和」のための二項演算子。
- Pascalではポインタを示す記号として使用される。
- C++/CLIではオブジェクトへのハンドル型を示す記号として使用される。例：System::Object^ o = gcnew System::Object ;
- 正規表現では「文字列の始まり」（行頭）を指すマーカーである。また、文字クラスリテラルの先頭に置いて「〜以外」を示すためにも用いる。

## 実装

### 符号位置
| 記号 | Unicode | JIS X 0213 | 文字参照              | 名称                                                                   |
| ---- | ------- | ---------- | --------------------- | ---------------------------------------------------------------------- |
| ^    | U+005E  | 1-1-16     | &#x5E; &#94;          | サーカムフレックス、アクサンシルコンフレックス CIRCUMFLEX ACCENT       |
| ˆ    | U+02C6  | -          | &circ; &#x2C6; &#710; | MODIFIER LETTER CIRCUMFLEX ACCENT                                      |
| ̂     | U+0302  | 1-11-63    | &#x302; &#770;        | サーカムフレックス（合成可能）, 声調下降調 COMBINING CIRCUMFLEX ACCENT |
| ̭     | U+032D  | -          | &#x32D; &#813;        | COMBINING CIRCUMFLEX ACCENT BELOW                                      |
| ＾   | U+FF3E  | -          | &#xFF3E; &#65342;     | 全角サーカムフレックス                                                 |

| 大文字 | Unicode | JIS X 0213 | 文字参照              | 小文字 | Unicode | JIS X 0213 | 文字参照              | 備考            |
| ------ | ------- | ---------- | --------------------- | ------ | ------- | ---------- | --------------------- | --------------- |
| Â      | U+00C2  | 1-9-25     | &Acirc; &#xC2; &#194; | â      | U+00E2  | 1-9-56     | &acirc; &#xE2; &#226; | Â               |
| Ấ      | U+1EA4  | -          | &#x1EA4; &#7844;      | ấ      | U+1EA5  | -          | &#x1EA5; &#7845;      | ベトナム語      |
| Ầ      | U+1EA6  | -          | &#x1EA6; &#7846;      | ầ      | U+1EA7  | -          | &#x1EA7; &#7847;      | ベトナム語      |
| Ẩ      | U+1EA8  | -          | &#x1EA8; &#7848;      | ẩ      | U+1EA9  | -          | &#x1EA9; &#7849;      | ベトナム語      |
| Ẫ      | U+1EAA  | -          | &#x1EAA; &#7850;      | ẫ      | U+1EAB  | -          | &#x1EAB; &#7851;      | ベトナム語      |
| Ậ      | U+1EAC  | -          | &#x1EAC; &#7852;      | ậ      | U+1EAD  | -          | &#x1EAD; &#7853;      | ベトナム語      |
| Ĉ      | U+0108  | 1-10-57    | &#x108; &#264;        | ĉ      | U+0109  | 1-10-63    | &#x109; &#265;        | Ĉ、エスペラント |
| Ê      | U+00CA  | 1-9-33     | &Ecirc; &#xCA; &#202; | ê      | U+00EA  | 1-9-64     | &ecirc; &#xEA; &#234; | Ê               |
| Ế      | U+1EBE  | -          | &#x1EBE; &#7870;      | ế      | U+1EBF  | -          | &#x1EBF; &#7871;      | ベトナム語      |
| Ề      | U+1EC0  | -          | &#x1EC0; &#7872;      | ề      | U+1EC1  | -          | &#x1EC1; &#7873;      | ベトナム語      |
| Ể      | U+1EC2  | -          | &#x1EC2; &#7874;      | ể      | U+1EC3  | -          | &#x1EC3; &#7875;      | ベトナム語      |
| Ễ      | U+1EC4  | -          | &#x1EC4; &#7876;      | ễ      | U+1EC5  | -          | &#x1EC5; &#7877;      | ベトナム語      |
| Ệ      | U+1EC6  | -          | &#x1EC6; &#7878;      | ệ      | U+1EC7  | -          | &#x1EC7; &#7879;      | ベトナム語      |
| Ĝ      | U+011C  | 1-10-58    | &#x11C; &#284;        | ĝ      | U+011D  | 1-10-64    | &#x11D; &#285;        | Ĝ、エスペラント |
| Ĥ      | U+0124  | 1-10-59    | &#x124; &#292;        | ĥ      | U+0125  | 1-10-65    | &#x125; &#293;        | Ĥ、エスペラント |
| Î      | U+00CE  | 1-9-37     | &Icirc; &#xCE; &#206; | î      | U+00EE  | 1-9-68     | &icirc; &#xEE; &#238; | Î               |
| Ĵ      | U+0134  | 1-10-60    | &#x134; &#308;        | ĵ      | U+0135  | 1-10-66    | &#x135; &#309;        | Ĵ、エスペラント |
| Ô      | U+00D4  | 1-9-43     | &Ocirc; &#xD4; &#212; | ô      | U+00F4  | 1-9-74     | &ocirc; &#xF4; &#244; | Ô               |
| Ố      | U+1ED0  | -          | &#x1ED0; &#7888;      | ố      | U+1ED1  | -          | &#x1ED1; &#7889;      | ベトナム語      |
| Ồ      | U+1ED2  | -          | &#x1ED2; &#7890;      | ồ      | U+1ED3  | -          | &#x1ED3; &#7891;      | ベトナム語      |
| Ổ      | U+1ED4  | -          | &#x1ED4; &#7892;      | ổ      | U+1ED5  | -          | &#x1ED5; &#7893;      | ベトナム語      |
| Ỗ      | U+1ED6  | -          | &#x1ED6; &#7894;      | ỗ      | U+1ED7  | -          | &#x1ED7; &#7895;      | ベトナム語      |
| Ộ      | U+1ED8  | -          | &#x1ED8; &#7896;      | ộ      | U+1ED9  | -          | &#x1ED9; &#7897;      | ベトナム語      |
| Ŝ      | U+015C  | 1-10-61    | &#x15C; &#348;        | ŝ      | U+015D  | 1-10-67    | &#x15D; &#349;        | Ŝ、エスペラント |
| Û      | U+00DB  | 1-9-49     | &Ucirc; &#xDB; &#219; | û      | U+00FB  | 1-9-80     | &ucirc; &#xFB; &#251; | Û               |
| Ŵ      | U+0174  | -          | &#x174; &#372;        | ŵ      | U+0175  | -          | &#x175; &#373;        | Ŵ、ウェールズ語 |
| Ŷ      | U+0176  | -          | &#x176; &#374;        | ŷ      | U+0177  | -          | &#x177; &#375;        | Ŷ、ウェールズ語 |
| Ẑ      | U+1E90  | -          | &#x1E90; &#7824;      | ẑ      | U+1E91  | -          | &#x1E91; &#7825;      | Ẑ、ISO 9        |

### HTMLの定義済み文字実体参照
HTMLでは、一部のサーカムフレックスのついた文字について文字実体参照が定義されている。これを使って「&母音字circ;」という形で書くことで、サーカムフレックスつきの文字を表現できる。以下に例を示す。
- 「Rom&acirc;nia」と書くと「România」と表示される。
- 「&Ocirc;saka」と書くと「Ôsaka」と表示される。

また、有間隔のサーカムフレックス「ˆ」は、「&circ;」と書くことで表現できる。